# 65 км (колійний пост)
65 км — колійний пост Знам'янської дирекції Одеської залізниці на лінії Знам'янка — Долинська між станцією Куцівка (9 км) та роз'їздом Маржанівка (2,5 км) за 3 км від села Суходільське Долинського району Кіровоградської області. Поруч пролягає автошлях Т 1210.

## Історія
Колійний пост був відкритий на лінії Знам'янка — Долинська у 1908 році.
Електрифікований змінним струмом в складі ділянки Знам'янка — Долинська у 1983 році.
На колійному пості 65 км зупиняються місцеві потяги до Знам'янки-Пасажирської та Долинської.